# Joseph Croitoru
Joseph Croitoru (n. 1960, Haifa, Israel) este un istoric, jurnalist independent și autor specializat în situația politică din Orientul Mijlociu și Europa de Est.

## Biografie
Croitoru a studiat istoria, istoria artei și studii iudaice la Ierusalim și Freiburg im Breisgau. El a obținut un doctorat în istorie și trăiește din 1988 în Freiburg im Breisgau.
Începând din anul 1988 lucrează ca jurnalist independent, mai întâi în Israel, iar apoi din 1992 pentru ziarele și revistele de limba germană, inclusiv Frankfurter Allgemeine Zeitung, Neue Zürcher Zeitung, Cicero, Internationale Politik și Süddeutsche Zeitung. În plus, el realizează reportaje pentru radio.
Începând din 1997 este autorul unor cronici în paginile ziarului Frankfurter Allgemeine Zeitung, axate în principal pe situația politică din Orientul Mijlociu și Europa de Est.
În plus, el este un invitat obișnuit la conferințele organizate de Societatea Germano-Israeliană.

## Lucrări
- Der Märtyrer als Waffe. Die historischen Wurzeln des Selbstmordattentats. Carl Hanser Verlag, München 2003, ISBN 3-446-20371-0.
  - reeditată în 2006 de Deutscher Taschenbuch Verlag, München, ISBN 978-3-423-34326-8.
- Hamas. Der islamische Kampf um Palästina. C.H. Beck Verlag, München 2007, ISBN 978-3-406-55735-4.
  - reeditată de Bundeszentrale für politische Bildung (= bpb-Ausgabe. Band 634). Bonn 2007, ISBN 978-3-89331-788-2.
  - ediție actualizată: Hamas. Auf dem Weg zum palästinensischen Gottesstaat. dtv, München 2010, ISBN 978-3-423-34600-9.